# Comuna Vârghiș, Covasna
Vârghiș (în maghiară Vargyas) este o comună în județul Covasna, Transilvania, România, formată numai din satul de reședință cu același nume.

## Demografie
Componența etnică a comunei Vârghiș
     Maghiari (92,46%)
     Romi (1,36%)
     Alte etnii (6,18%)
Componența confesională a comunei Vârghiș
     Unitarieni (72,89%)
     Reformați (11,14%)
     Romano-catolici (4,96%)
     Ortodocși (2,24%)
     Baptiști (1,09%)
     Alte religii (1,9%)
     Necunoscută (5,77%)
Conform recensământului efectuat în 2021, populația comunei Vârghiș se ridică la 1.472 de locuitori, în scădere față de recensământul anterior din 2011, când fuseseră înregistrați 1.647 de locuitori. Majoritatea locuitorilor sunt maghiari (92,46%), cu o minoritate de romi (1,36%). Din punct de vedere confesional, majoritatea locuitorilor sunt unitarieni (72,89%), cu minorități de reformați (11,14%), romano-catolici (4,96%), ortodocși (2,24%) și baptiști (1,09%), iar pentru 5,77% nu se cunoaște apartenența confesională.

## Politică și administrație
Comuna Vârghiș este administrată de un primar și un consiliu local compus din 11 consilieri. Primarul, Lajos Imets[*], de la Uniunea Democrată Maghiară din România, este în funcție din octombrie 2020. Începând cu alegerile locale din 2024, consiliul local are următoarea componență pe partide politice:
|  | Partid                                 | Consilieri | Componența Consiliului | Componența Consiliului | Componența Consiliului | Componența Consiliului | Componența Consiliului | Componența Consiliului | Componența Consiliului | Componența Consiliului |
|  | -------------------------------------- | ---------- | ---------------------- | ---------------------- | ---------------------- | ---------------------- | ---------------------- | ---------------------- | ---------------------- | ---------------------- |
|  | Uniunea Democrată Maghiară din România | 8          |                        |                        |                        |                        |                        |                        |                        |                        |
|  | Alianța Maghiară din Transilvania      | 2          |                        |                        |                        |                        |                        |                        |                        |                        |
|  | Papuc Levente-Constantin               | 1          |                        |                        |                        |                        |                        |                        |                        |                        |